# تاداموری اوشیما
تاداموری اوشیما (انگلیسی: Tadamori Ōshima؛ زادهٔ ۶ سپتامبر ۱۹۴۶) سیاستمدار اهل ژاپن است که از سال ۲۰۱۵ تا ۲۰۲۱ به عنوان رئیس مجلس نمایندگان (ژاپن) خدمت کرده و عضو حزب لیبرال دموکرات (ژاپن) است. وزیر کشاورزی، جنگلداری و شیلات (ژاپن) و وزیر آموزش، فرهنگ، ورزش، علوم و فناوری نیز بوده است.